# St. Bartholomäus (Essen)

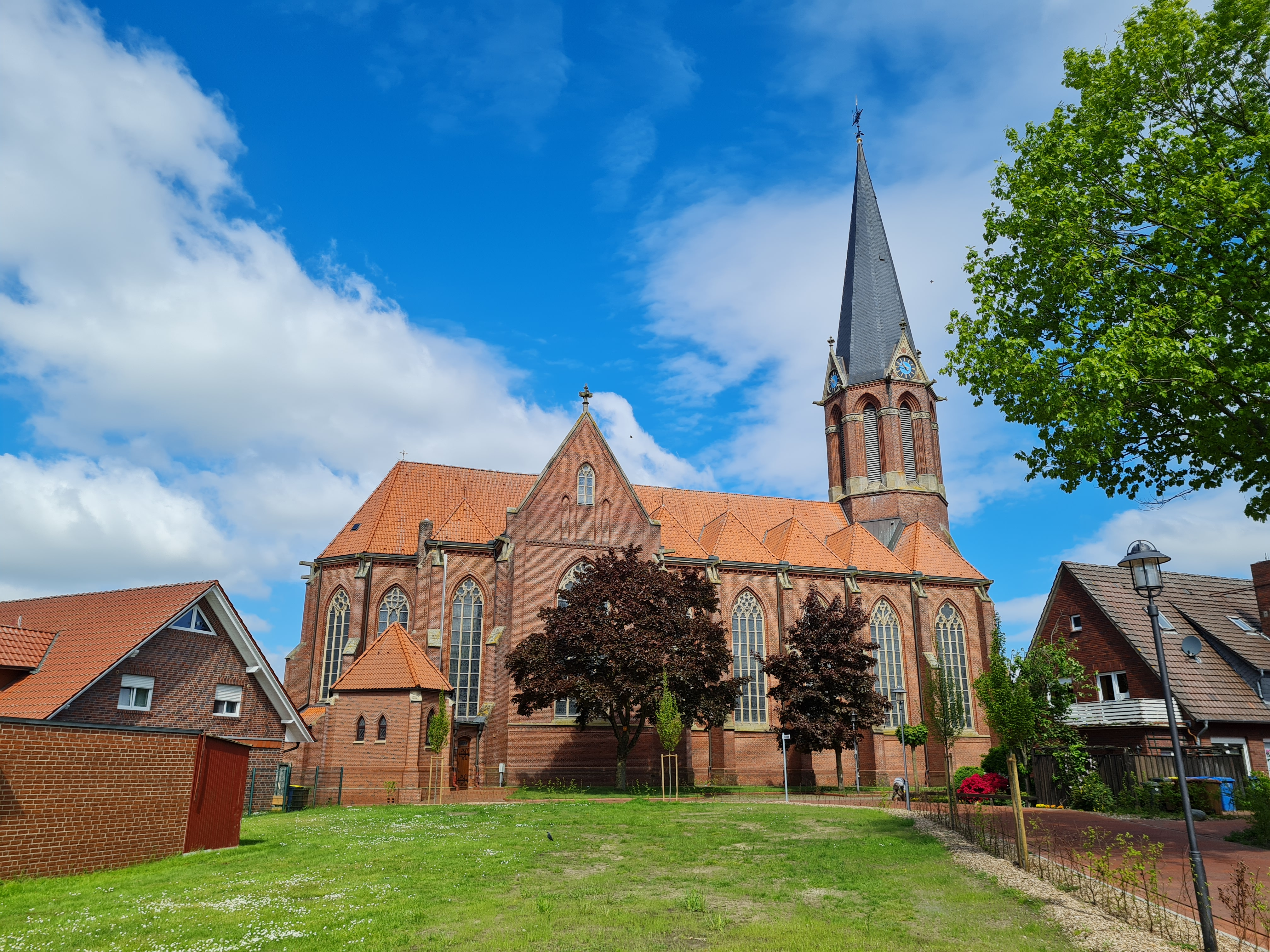
Pfarrkirche St. Bartholomäus von Südosten gesehen (Foto Mai 2021)

St. Bartholomäus in Essen (Oldenburg) ist die Pfarrkirche der katholischen Kirchengemeinde St. Bartholomäus Essen/Oldb., die dem Dekanat Löningen des Bistums Münster angehört.

## Geschichte
Die Pfarrei Essen wurde vermutlich zwischen 968 und 978 von Löningen (St. Vitus), der Urpfarrei des Hasegaues, abgepfarrt. Über die früheren Kirchengebäude ist wenig bekannt. 1601 wurde die Kirche durch einen Brand zerstört, wovon eine Glockeninschrift berichtet. Die jetzige Kirche wurde von 1870 bis 1875 nach Plänen des Architekten Johann Bernhard Hensen errichtet.

## Architektur
Die dreischiffige Hallenkirche wurde im Stil der Neugotik aus rotem Backstein erbaut. An das vierjochige Langhaus schließen sich ein Querschiff, ein Vorchorjoch und der eingezogene Chor mit Chorumgang und Fünfachtelschluss an. Das Obergeschoss des Turms ist achteckig. Der Innenraum ist durch Bündelpfeiler gegliedert.
Eine Besonderheit ist die von der üblichen Ostung abweichende Nord-Süd-Ausrichtung der Kirche, für die eine Sondergenehmigung benötigt wurde.

## Ausstattung
Die neugotische Kanzel aus Stein wurde 1880 von Fritz Ewertz aus Münster gefertigt, ein Schmerzensmann 1683 von Bernd Meiering aus Rheine. An den Pfeilern befinden sich Heiligenfiguren von Thomas Simon Jöllemann (vermutlich 1700) und Johann Heinrich König (vermutlich 1769). Eine Darstellung der Anna selbdritt von 1763 und weitere Heiligenfiguren werden Joseph Geitner zugeschrieben. Eine klassizistische Kreuzigungsgruppe von Georg Gerhard Wessel (1801) stammt vom ehemaligen Hochaltar.

## Orgel

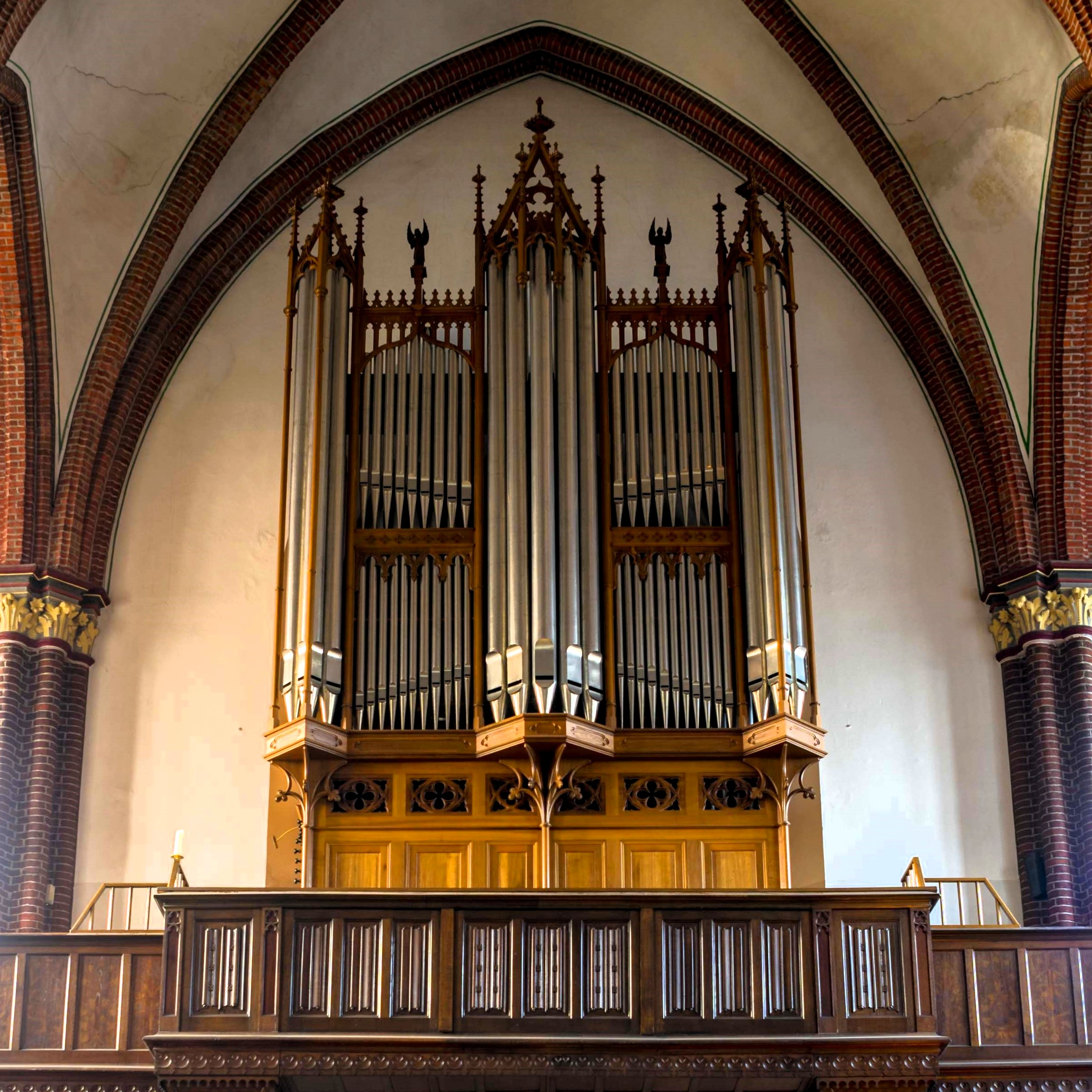
Orgel

Die Orgel wurde 1888 von dem Orgelbauer Friedrich Fleiter (Münster) erbaut. 1928 wurde die Orgel durch Fa. Fleiter umgebaut, um Platz auf der Empore für den Chor zu schaffen. Die neugotische Gehäusefront wurde entfernt, das Orgelwerk wurde um 90 Grad gedreht in den Turmraum versetzt. 1982 wurde das Instrument durch die Orgelbaufirma Alfred Führer (Wilhelmshaven) restauriert und in den Ursprungszustand zurückversetzt. Bei der Rekonstruktion des Gehäuses orientierte man sich an anderen Instrumenten von Orgelbau Fleiter, da es keine Zeichnungen bzw. Fotos des entfernten ursprünglichen Gehäuses gab. 
Das Schleifladen-Instrument hat 34 Register auf zwei Manualen und Pedal. Die Spiel- und Registertrakturen sind mechanisch.
| I Unterwerk C–f3 |                  |     |
| 01.              | Quintatön        | 16′ |
| 02.              | Lieblich Gedackt | 08′ |
| 03.              | Salicional       | 08′ |
| 04.              | Vox coelestis    | 08′ |
| 05.              | Principal        | 04′ |
| 06.              | Flaut douce      | 04′ |
| 07.              | Waldflöte        | 02′ |
| 08.              | Nachthorn        | 01′ |
| 09.              | Cornet IV 0      | 04′ |
| 10.              | Clarinette       | 08′ |

| II Hauptwerk C–f3 |                |         |
| 11.               | Principal      | 16′     |
| 12.               | Bordun         | 16′     |
| 13.               | Prinzipal      | 08′     |
| 14.               | Viola da Gamba | 08′     |
| 15.               | Flaut major    | 08′     |
| 16.               | Hohlflöte      | 08′     |
| 17.               | Octav          | 04′     |
| 18.               | Rohrflöte      | 04′     |
| 19.               | Quinte         | 02 ⁄3′  |
| 20.               | Octav          | 02′     |
| 21.               | Terz           | 01 3⁄5′ |
| 22.               | Mixtur IV 0    | 01 ⁄3′  |
| 23.               | Cymbel II 0    | 01⁄2′   |
| 24.               | Trompet        | 08′     |

| Pedal C–f1 |               |         |
| 25.        | Contrebass    | 16′     |
| 26.        | Subbass       | 16′     |
| 27.        | Prinzipalbass | 08′     |
| 28.        | Violoncell    | 08′     |
| 29.        | Quintbass     | 01 3⁄5′ |
| 30.        | Octavbass     | 04′     |
| 31.        | Blockflöte    | 01′     |
| 32.        | Posaune       | 16′     |
| 33.        | Trompete      | 08′     |
| 34.        | Clairon       | 04′     |

- Koppeln: II/I, II/P.
- Tremulant (wirkt auf das gesamte Instrument)

## Glocken
Im 68 Meter hohen Turm von St. Bartholomäus hängen vier Bronzeglocken. Glocke 2 ist aus dem Jahr 1632 und wurde von Hinderich Ottnick gegossen. Die anderen drei Glocken wurden 1946 und 1950 von der renommierten Glockengießerei Otto in Bremen-Hemelingen gegossen. Die große Glocke von 1950 ist gestimmt auf h°, die beiden kleineren Glocken (1946) auf fis′ und gis′. Das Geläute bildet das zweittontiefste Geläut im Oldenburger Münsterland. Laut einer Ritzenzeichnung am Glockenstuhl stammt dieser aus dem Jahr 1882.
| Nr. | Name                 | Gussjahr | Gießer                       | Durchmesser (mm) | Nominal | Anmerkungen                                |
| --- | -------------------- | -------- | ---------------------------- | ---------------- | ------- | ------------------------------------------ |
| 1   | Christ-König         | 1950     | Fa. Otto, Bremen-Hemelingen  | 1738             | h0      | Stundenschlag                              |
| 2   | Große Essener-Glocke | 1632     | Hinderich Ottnick, Osnabrück | 1334             | dis1    | Gegossen wurde die Glocke vor Ort in Essen |
| 3   | Bartholomäus         | 1946     | F. Otto, Bremen-Hemelingen   | 1098             | fis1    |                                            |
| 4   | Marien               | 1946     | F. Otto, Bremen-Hemelingen   | 981              | gis1    | Viertelstundenschlag, Angelus              |